# Astronomy Picture of the Day
Astronomy Picture of the Day (kurz APOD, deutsch Weltraumbild des Tages) ist eine Website, die jeden Tag ein anderes Bild oder eine andere Fotografie des Universums vorstellt. Das Bild wird von einer Erklärung durch einen Astronomen begleitet, meist geschrieben von einem der beiden APOD-Autoren Robert J. Nemiroff und Jerry T. Bonnell. Die Website wird gemeinsam von der NASA und der Michigan Technological University (MTU) betrieben. Die präsentierten Bilder sind nicht notwendigerweise neu und werden manchmal auch wiederholt, jedoch sind das Bild des Tages und die zugehörige Beschreibung häufig auf ein aktuelles Ereignis in der Astronomie und Weltraumforschung bezogen.
Die Bilder umfassen Fotografien im sichtbaren Licht, in Falschfarben dargestellte Aufnahmen anderer Bereiche des elektromagnetischen Spektrums, Videomaterial, Animationen oder künstlerische Ansichten. Vorangegangene Bilder können im APOD-Archiv betrachtet werden, beginnend mit dem ersten Bild vom 16. Juni 1995. Damit ist Astronomy Picture of the Day wahrscheinlich eines der ältesten „Fotoblogs“ und nach Aussage der Betreiber die größte betextete Astronomiebildersammlung im Internet. Die vorgestellten Bilder stammen auch von Personen und Organisationen außerhalb der NASA, weshalb APOD-Bilder häufig nicht gemeinfrei sind, im Gegensatz zu vielen anderen Bildersammlungen der NASA.
Die APOD-Initiative wird von der NASA, der US-amerikanischen National Science Foundation und der MTU unterstützt. 1996 wurde die Website auf einem Treffen der American Astronomical Society einem größeren Publikum vorgestellt, war im Jahr 2000 Gegenstand einer Untersuchung zur Verwendung von Hyperlinks und erhielt 2001 von der populärwissenschaftlichen Zeitschrift Scientific American einen Sci/Tech Web Award. Daneben wurde sie immer wieder in anderen Medien aufgegriffen, wie beispielsweise 2002 in einem Interview mit einem der beiden APOD-Autoren Robert Nemiroff in den Saturday Morning News des Fernsehsenders CNN oder in der Ausgabe vom November 2004 des bibliothekswissenschaftlichen Online-Magazins D-Lib Magazine.
Astronomy Picture of the Day wird von zahlreichen anderen Webseiten gespiegelt und in ihre jeweilige Landessprache übersetzt. Eine deutsche Übersetzung wird von der Betreiberin des Astronomienachrichtenportals Der Orion Maria Pflug-Hofmayr gepflegt. 2003 veröffentlichten die beiden APOD-Autoren Robert Nemiroff und Jerry Bonnell einen Bildband der besten APOD-Bilder mit dem Titel The Universe: 365 Days, und 2006 einen weiteren mit dem Titel Astronomy: 365 Days.
Im Oktober 2013 war der APOD-Server vom Government Shutdown betroffen und nur eingeschränkt über einen Spiegel erreichbar.